# Vendémiaire
Vendémiaire è un film muto francese del 1918, diretto e sceneggiato da Louis Feuillade. Prodotto dalla Société des Établissements L. Gaumont, il film è un dramma in quattro episodi ambientato durante le fasi finali della Prima Guerra Mondiale. La pellicola è considerata un'allegoria del vino come fonte di vita, riflettendo le tensioni e le speranze della Francia rurale dell'epoca.

## Trama
La narrazione si svolge nel settembre 1918. Un ex capitano dell'esercito francese, reso cieco da una ferita di guerra, accoglie nel suo dominio dei rifugiati sfollati a causa del conflitto. In cambio dell'ospitalità, questi lo aiutano nella vendemmia. Il film è suddiviso in quattro episodi:cinematheque.fr
1. Prologue
2. La vigne
3. La cuve
4. Le vin nouveau

Attraverso queste sezioni, la pellicola esplora temi come la solidarietà, la rinascita e la resilienza della comunità rurale francese durante la guerra.

## Distribuzione e accoglienza
Vendémiaire fu completato nel 1918 e distribuito nel 1919. Il film fu concepito come parte dell'impegno cinematografico francese durante la guerra, con l'intento di rafforzare il morale nazionale. Tuttavia, a causa della sua ambientazione in un periodo di privazioni e lutti ancora troppo recenti, il pubblico dell'epoca potrebbe aver trovato la pellicola troppo vicina alle tragedie reali per apprezzarla pienamente.

## Conservazione
Una copia restaurata del film è disponibile presso l'Internet Archive